# Liste der Biografien/Bonj
Liste der Biografien |
Portal Biografien |
Personensuche
# |
A |
B |
C |
D |
E |
F |
G |
H |
I |
J |
K |
L |
M |
N |
O |
P |
Q |
R |
S |
T |
U |
V |
W |
X |
Y |
Z |
?
 
Ba |
Be |
Bd |
Bg |
Bh |
Bi |
Bj |
Bl |
Bm |
Bn |
Bo |
Br |
Bs |
Bu |
Bw |
By |
Bz
 
Boa–Boc |
Bod |
Boe |
Bof |
Bog |
Boh |
Boi–Bok |
Bol |
Bom |
Bon |
Boo |
Bop |
Boq |
Bor |
Bos |
Bot |
Bou |
Bov–Boz
 
Bona |
Bonc |
Bond |
Bone |
Bonf |
Bong |
Bonh |
Boni |
Bonj |
Bonk |
Bonl |
Bonm |
Bonn |
Bono |
Bonp |
Bonq |
Bonr |
Bons |
Bont |
Bonu |
Bonv |
Bonw |
Bonx |
Bony |
Bonz
Die Liste der Biografien führt alle Personen auf, die in der deutschsprachigen Wikipedia einen Artikel haben. Dieses ist eine Teilliste mit 11 Einträgen von Personen, deren Namen mit den Buchstaben „Bonj“ beginnt.

## Bonj

### Bonja
- Bonja, Ed (1945–2019), US-amerikanischer Fotograf
- Bonjasky, Remy (* 1976), niederländischer Muay Thai-Kämpfer und K-1-SportlerRemy Bonjasky (* 1976)

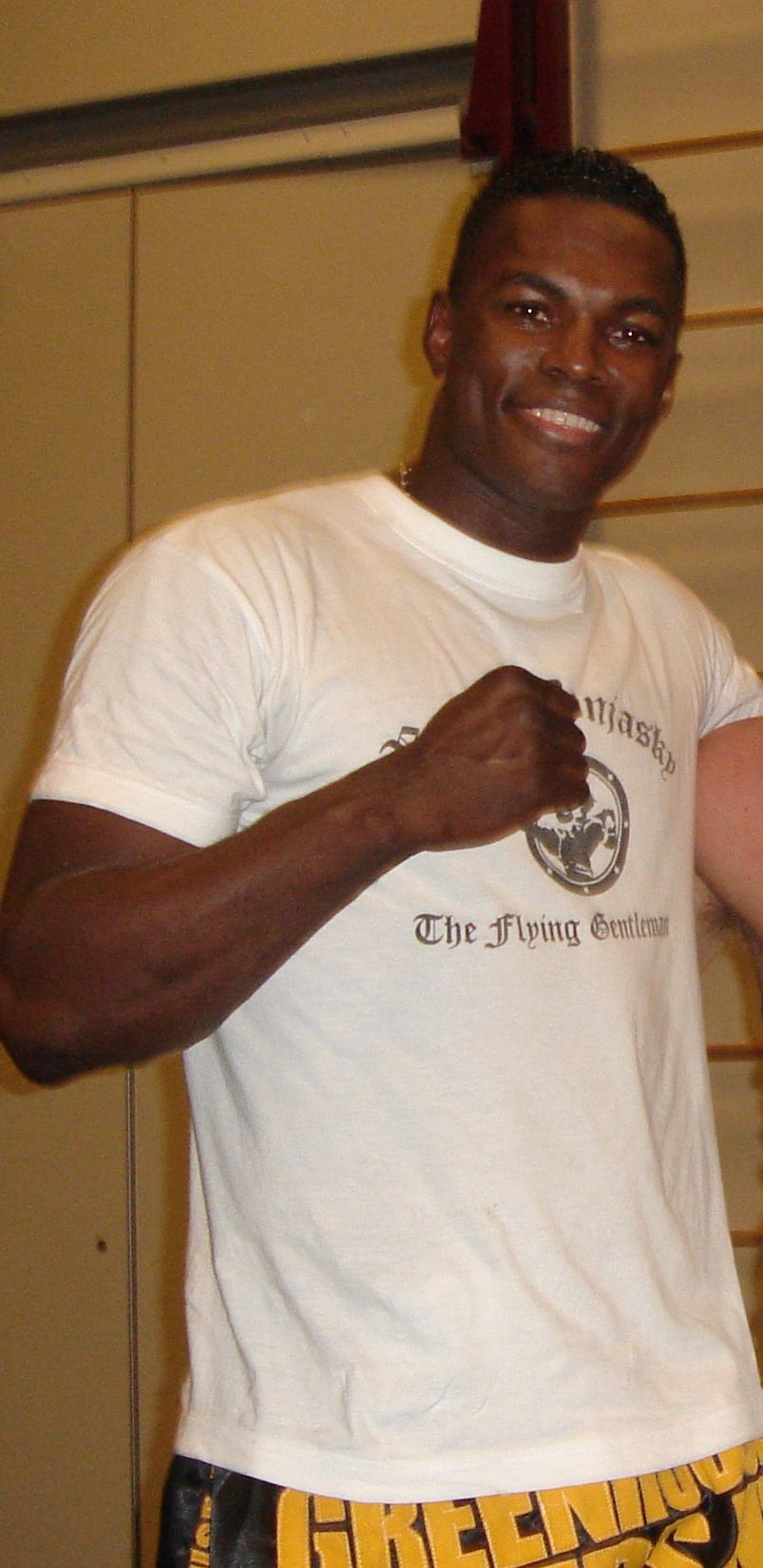
Remy Bonjasky (* 1976)

### Bonjo
- Bonjour, Aline (* 1985), Schweizer Skirennfahrerin
- Bonjour, Benjamin (1917–2000), Schweizer Maler
- Bonjour, Casimir (1795–1856), französischer Dichter
- Bonjour, Edgar (1898–1991), Schweizer Historiker
- Bonjour, Félix (1858–1942), Schweizer Politiker (FDP)
- BonJour, Laurence (* 1943), US-amerikanischer Philosoph
- Bonjour, Louis (1823–1875), Schweizer Politiker (FDP)
- Bonjour, Roger (* 1985), Schweizer Schauspieler
- Bonjour, Roland (* 1980), Schweizer Schauspieler